# Fédération internationale de basket-ball

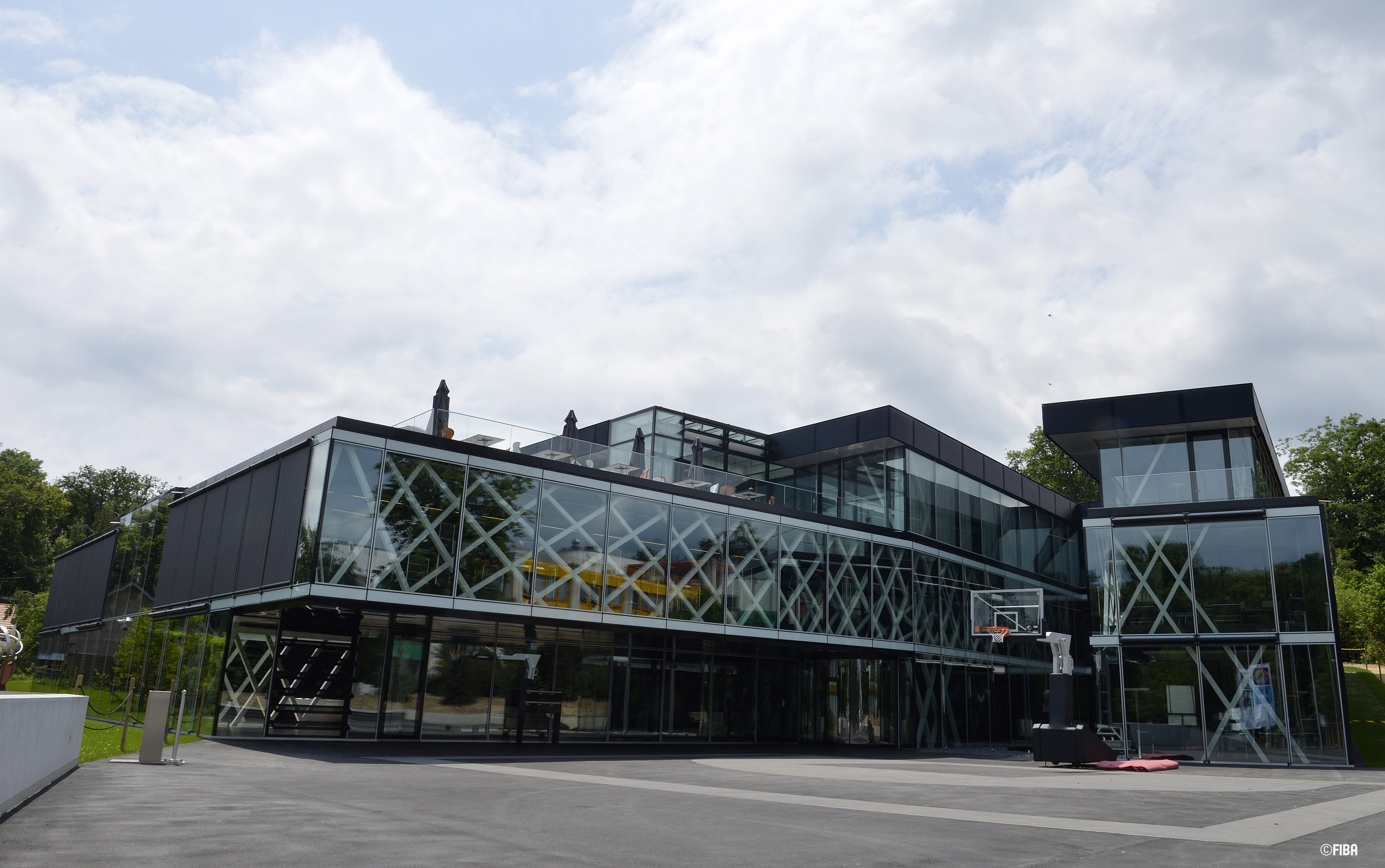
Siège de la FIBA à Mies en Suisse

La Fédération internationale de basket-ball (FIBA) est l'organisme dirigeant le basket-ball international.
Dans tous les pays du monde, elle est connue sous le nom de FIBA qui est l'acronyme de son nom en français. À l'origine nommée « Fédération Internationale de Basket-ball Amateur », l'association a abandonné le mot « amateur » de sa dénomination officielle en 1986. L'appellation « FIBA » a toutefois été conservée par tradition (même si l'on devrait en réalité parler de la « FIB »).
La FIBA est une association indépendante, à but non lucratif, qui regroupe 214 fédérations nationales de basket-ball à travers le monde.

## Rôles
- La FIBA définit les règles officielles du basket-ball ainsi que toutes les spécifications relatives aux équipements et installations sportives appliquées lors des rencontres internationales et olympiques.
- Elle supervise la nomination des arbitres internationaux.
- Elle règlemente le marché des transferts.

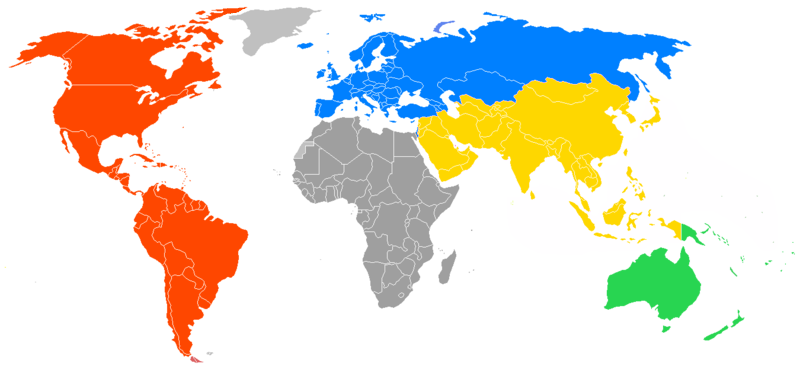
Carte des délégations géographiques de la FIBA.

- Elle organise toutes les compétitions internationales en s'appuyant sur ses cinq délégations géographiques (en anglais FIBA Zones) :
  - FIBA Afrique ;
  - FIBA Asie ;
  - FIBA Amériques ;
  - FIBA Europe ;
  - FIBA Océanie.
- Elle reconnaît officiellement les organisations internationales suivantes :
  - Basketball Arbitral Tribunal - basé à Genève, il fonctionne sous législation suisse quelles que soient les parties concernées[2] ;
  - International Wheelchair Basketball Federation (IWBF) - fédération internationale de basket-ball en fauteuil roulant ;
  - International Basketball Foundation (IBF) -est la branche sociale, éducationnelle et un legs de la FIBA pour répondre au rôle du sport et du basketball en particulier dans la société ;
  - World Association of Basketball Coaches (WABC) - association mondiale des entraîneurs de basket-ball[3].

## Histoire

Ancien logo de la FIBA.

L'association a été fondée à Genève le 18 juin 1932, deux ans après que le basket-ball a été reconnu officiellement par le Comité international olympique. À sa création, l'organisation comptait huit nations : l'Argentine, la Tchécoslovaquie, la Grèce, l'Italie, la Lettonie, le Portugal, la Roumanie et la Suisse.
D'abord installé en Suisse (Genève puis Berne à partir de 1940), le siège de la fédération s'installe en Allemagne à Munich en 1956. Après 46 ans en Allemagne, la FIBA revient en Suisse, l'année 2002, en installant ses locaux à Genève, puis à Mies en 2013, dans la Maison du Basket construite à cet effet.
La FIBA a organisé pour la première fois la coupe du monde masculine de basket-ball en 1950. Il fallut attendre 1953 pour voir la première édition du championnat du monde féminin. Ces deux compétitions se déroulent désormais tous les quatre ans.
En 1989, la FIBA ouvre les portes des jeux olympiques aux joueurs de basket-ball professionnels (et notamment aux joueurs américains de la NBA).

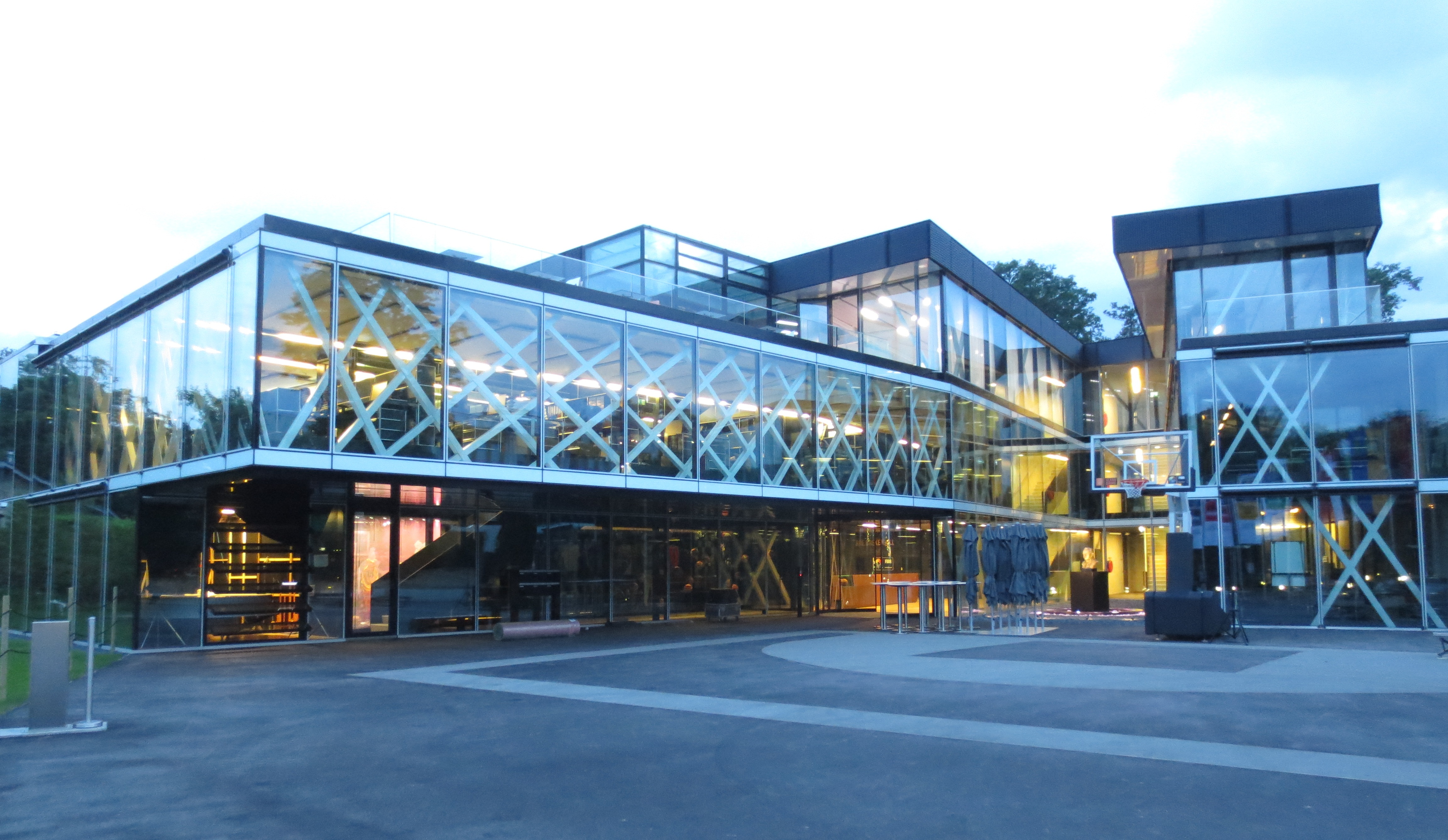
Le siège de la FIBA à Mies.

En 2013, le siège de la fédération est déplacé de Genève à Mies, il est installé dans la Maison du Basket, bâtiment en forme de main inauguré en juin. La Maison du Basketball abrite les bureaux du personnel administratif de la FIBA, le centre de conférence de la FIBA, le FIBA Hall of Fame, ainsi que un hall d’exposition et la bibliothèque Pedro Ferrándiz.
Le président de la FIBA est le Cheikh Saud Ali Al Thani, qui succède au malien Hamane Niang. Il est élu à l'unanimité président de la fédération internationale le 23 août 2023 lors du XXIIe Congrès de la FIBA pour la période allant de 2023 à 2027. Il a été Vice-Président de la FIBA pour le cycle précédent, qui a débuté en 2019, et Président de FIBA Asie depuis 2002, après avoir été Président de la Fédération de basketball du Qatar et Vice-Président du Comité olympique du Qatar.Son secrétaire général est le Grec Andreas Zagklis.
En février 2021, la FIBA signe un accord avec la plateforme de streaming en ligne Twitch. Encore jamais signé par une fédération sportive auparavant, cet accord prévoit la diffusion de 600 heures d'action en direct par an, sur des tournois organisés par la FIBA.

## Évolution du nombre de nations membres
| Année | Pays membres |
| ----- | ------------ |
| 1932  | 10           |
| 1937  | 36           |
| 1990  | 177          |
| 2003  | 212          |
| 2007  | 213          |

## Présidents et secrétaires généraux
| Mandat      | Président                 | Secrétaire général   |
| ----------- | ------------------------- | -------------------- |
| 1932-1948   | Léon Bouffard             | Renato William Jones |
| 1948-1960   | Willard N. Greim          | Renato William Jones |
| 1960-1968   | Antonio dos Reis Carneiro | Renato William Jones |
| 1968-1976   | Abdel Moneim Wahby        | Renato William Jones |
| 1976-1984   | Gonzalo G. Puyat II (en)  | Borislav Stanković   |
| 1984-1990   | Robert Busnel             | Borislav Stanković   |
| 1990-1998   | George E. Killian         | Borislav Stanković   |
| 1998-2002   | Abdoulaye Seye Moreau     | Borislav Stanković   |
| 2002-2006   | Carl Men-Ky Ching         | Patrick Baumann      |
| 2006-2010   | Bob Elphinston            | Patrick Baumann      |
| 2010-2014   | Yvan Mainini              | Patrick Baumann      |
| 2014-2019   | Horacio Muratore (it)     | Patrick Baumann      |
| 2019-2023   | Hamane Niang              | Andreas Zagklis (en) |
| depuis 2023 | Saud Ali Al Thani         | Andreas Zagklis (en) |

## Compétitions

### Seniors
- Tournoi masculin des Jeux olympiques ((en) Olympic Games : Tournament Men) ;
- Tournoi féminin des Jeux olympiques ((en) Olympic Games : Tournament Women) ;
- Coupe du monde masculine de basket-ball ((en) FIBA Basketball World Cup) ;
- Coupe du monde féminine de basket-ball ((en) FIBA Women’s Basketball World Cup) ;
- Coupe Stanković des champions continentaux ;
- FIBA Diamond Ball (2000-2008).

### Jeunes
- Coupe du monde :
  - masculine de basket-ball des 19 ans et moins ((en) FIBA Under-19 Basketball World Cup) ;
  - féminine de basket-ball des 19 ans et moins ((en) FIBA Under-19 Women’s Basketball World Cup) ;
  - masculine de basket-ball des moins de 17 ans ((en) FIBA Under-17 Basketball World Cup)[11] ;
  - féminine de basket-ball des moins de 17 ans ((en) FIBA Under-17 Women’s Basketball World Cup)[11].

- Championnat du monde :
  - de basket-ball masculin des moins de 21 ans ((en) FIBA U21 World Championship for Men) – 1993-2005[12] ;
  - de basket-ball féminin des 21 ans et moins ((en) FIBA U21 World Championship for Women) – 2003-2007[12].

## Classements mondiaux de la FIBA

### Classement masculin
À l'issue de la fenêtre de février 2024 des Éliminatoires de la Coupe du monde masculine de basket-ball 2027.
| Rang | Équipe     | Points | Évolution     |
| ---- | ---------- | ------ | ------------- |
| 1    | États-Unis | 784,8  | en stagnation |
| 2    | Espagne    | 773,9  | en stagnation |
| 3    | Allemagne  | 759,0  | en stagnation |
| 4    | Serbie     | 757,9  | +1            |
| 5    | Australie  | 756,3  | -1            |

### Classement féminin
À l'issue des qualifications pour le Tournoi féminin de basket-ball aux Jeux olympiques d'été de 2024.
| Rang | Équipe     | Points | Évolution     |
| ---- | ---------- | ------ | ------------- |
| 1    | États-Unis | 834,8  | en stagnation |
| 2    | Chine      | 686,0  | en stagnation |
| 3    | Australie  | 668,8  | en stagnation |
| 4    | Espagne    | 658,1  | en stagnation |
| 5    | Canada     | 653,4  | en stagnation |